# Marthin Kornbakk
Marthin Peter Kornbakk (Gotemburgo, 13 de febrero de 1964) es un deportista sueco que compitió en lucha grecorromana. Ganó una medalla de plata en el Campeonato Mundial de Lucha de 1991 y una medalla de plata en el Campeonato Europeo de Lucha de 1991. Su hermano Torbjörn también compitió en lucha grecorromana.

## Palmarés internacional
| Campeonato Mundial | Campeonato Mundial       | Campeonato Mundial | Campeonato Mundial |
| Año                | Lugar                    | Medalla            | Categoría          |
| ------------------ | ------------------------ | ------------------ | ------------------ |
| 1991               | Varna (Bulgaria)         | Medalla de plata   | 68 kg              |
| Campeonato Europeo |                          |                    |                    |
| Año                | Lugar                    | Medalla            | Categoría          |
| 1991               | Aschaffenburg (Alemania) | Medalla de plata   | 68 kg              |